# پاپرچمی‌تبارها
پاپرچمی‌تبارها (نام علمی: Anisoscelini) نام یک تبار از زیرخانواده برگ‌پاییان است.